# Estación Valle Hermoso

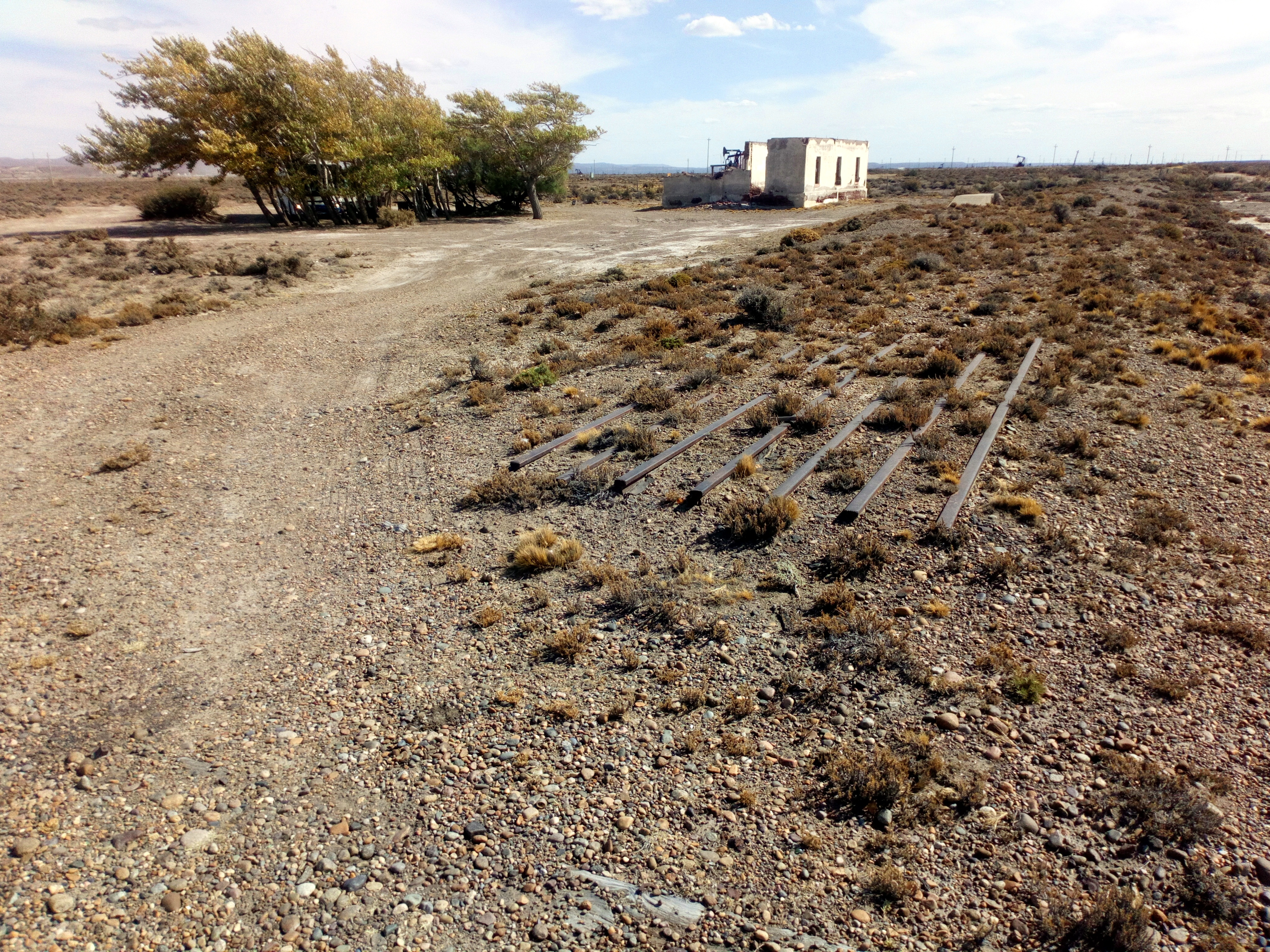
último tramo de vías superviviente en el lugar. También, sobreviven el andén de la estación, la vegetación que plantaron los ferroviarios y la caseta de peones hoy en ruinas.

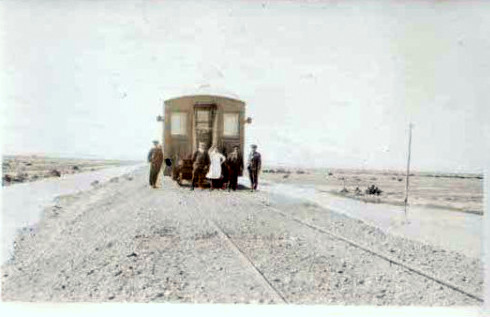
Formación detenida en proximidad a la estación.

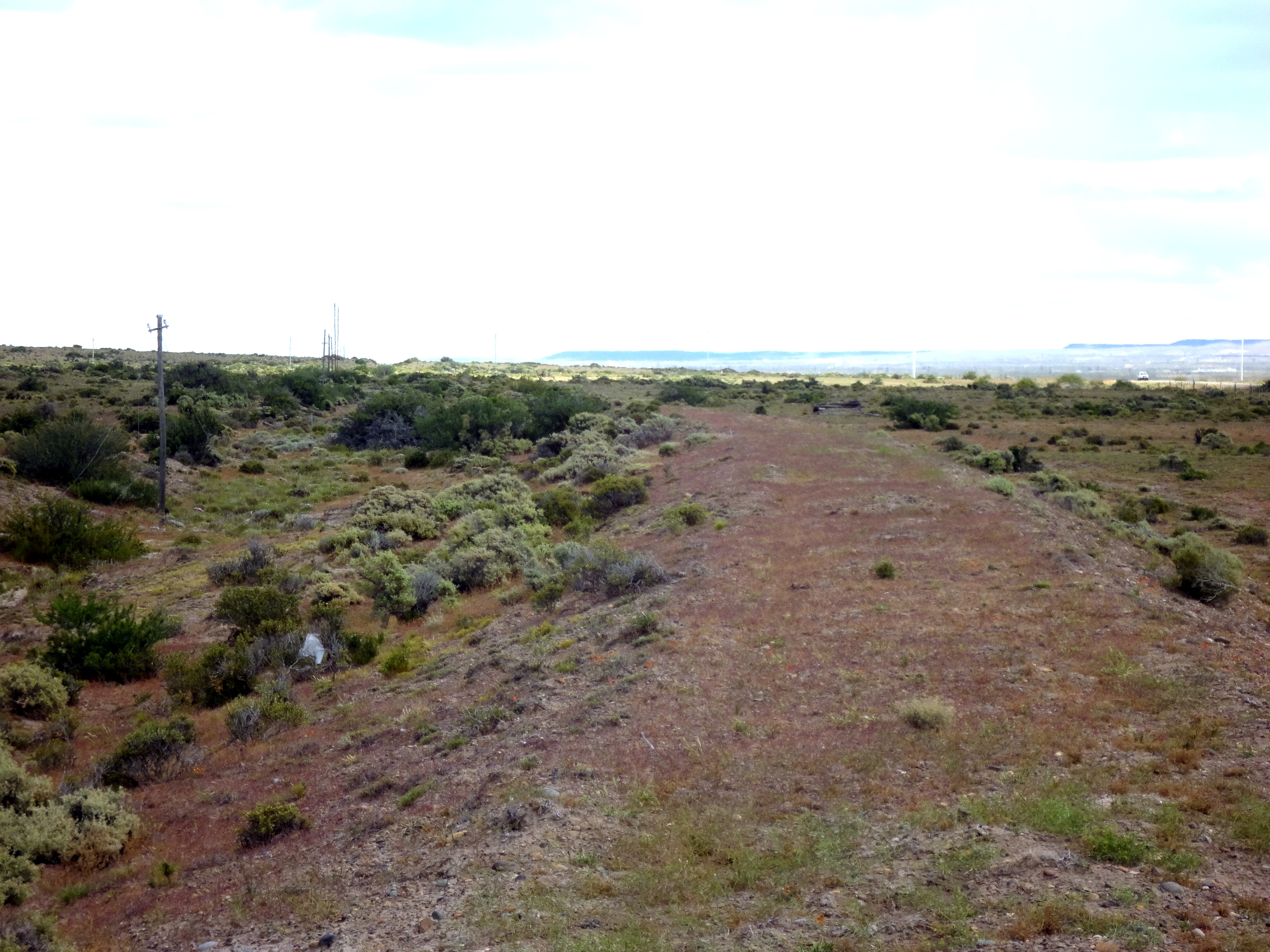
En kilómetros próximos se ve el terraplén cercano a la ruta 26 sin vías pero con los postes del telégrafo-teléfono aún a sus costados.

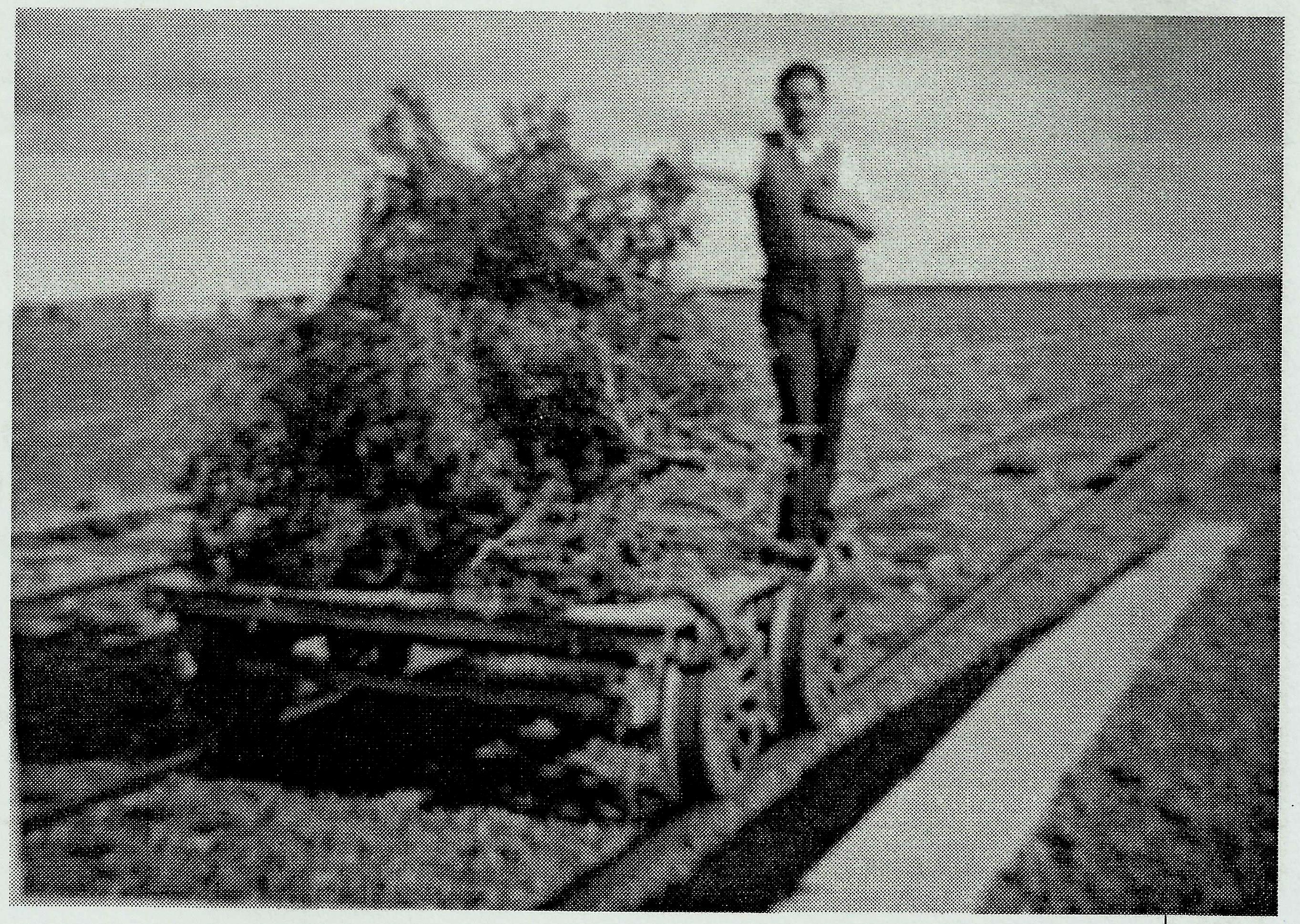
Un vecino de Cañadón Lagarto que venía de recolectar leña en Valle Hermoso con su zorra. Lugar que quedó casi totalmente desforestado por proveer leña a estos poblados que hoy están deshabitados en su mayoría.

Valle Hermoso era una estación que oficiaba de embarcadero del Ferrocarril de Comodoro Rivadavia que unía a esta localidad con Colonia Sarmiento, ambas en la provincia de Chubut (Argentina).

## Toponimia
El nombre de la estación se tomó del valle que supo ser muy pintoresco, con abundante vegetación arbustiva por lo que hacía honor a su nombre. La gran vegetación arbustiva fue casi totalmente exterminada por los habitantes de Cañadón Lagarto para proveerse de leña. Los imponentes arbustos naturales que abundaban eran muy apreciados por los pueblos aborígenes que no los talaban al considerarlos valiosos para sus presas y vitales para mantener las condiciones del suelo. Desde el siglo 20, tras la llegada masiva de colonos, el valle sufrió a depredación de la mayoría de sus invaluables arbusto autóctonos. El valle es surcado por numerosas vertientes de agua y lagunas, el curso del arroyo "Zanjón del Valle Hermoso" pasa a muy pocos kilómetros del sitió donde estuvo la estación y es el más importante en la zona.

## Historia
La estación formaba parte del Ferrocarril de Comodoro Rivadavia que comenzó a ser construido en el año 1910.
Puntualmente, para 1912 los rieles ya había llegado a la zona y se planificó la estación en el kilómetro 142. Para 1914 la línea de casi 200 kilómetros fuera inaugurada, mediante un tren especial que tardó 5 horas, el 25 de mayo de ese año.La zona de Valle Hermoso se dedicaba plenamente a la ganadería y producción lanar. 
En 1949 recibió sus últimas mejoras recibiendo nuevos vagones para la carga de ganado y el transporte de lana ya no era significativo. Además, se construyó un galpón para cargas por ser una de las estaciones claves del ramal. En este informe ya se advertía la fuerte competencia con el transporte automotor que empezaba a afectar a toda la zona.
En inmediaciones a la estación se desarrolló una localidad de población rural dispersa que prosperó rápidamente, pero que luego por la merma del transporte ferroviario se despobló con rapidez luego de finales de 1950. Sin embargo, esta localidad aún para 1951 su población era contada entre las pocas localidades que la línea Comodoro Rivadavia a Colonia Sarmiento recorría. Para 1957 las únicas poblaciones considerables del ramal se concentran en torno a Comodoro y Sarmiento; estando todas las demás poblaciones como esta consideradas de poca relevancia o ya despobladas. A pesar de la desaparición de la actividad ferroviaria y de gran parte de su población en el lugar aún hay gran cantidad de vestigios ferroviarios. 
La estación, años después del cierre del ramal, fue depredada. Su construcción chapa facilitó su desmantelamiento. Hasta hace unos años un particular se adueñó de su cartel nomenclador y lo colocó, paradójicamente junto al coche motor Ganz, que pasaba por su andén y que hasta 2014 yacía en la localidad de Rada Tilly. Actualmente, el cartel fue traslado a otro sitio por su valor y garantizar su resguardo. Hoy de Valle Hermoso solo queda en pie, totalmente en ruinas, la casa de las cuadrillas del ferrocarril.

## Funcionamiento

### Itinerarios históricos

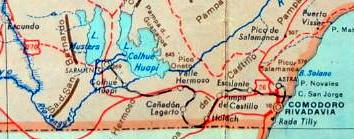
Valle Hermoso entre las localidades más importantes del ferrocarril en 1962.

El análisis de itinerarios de horarios lo largo del tiempo confirman que fue una estación que fue perdiendo importancia o por lo menos con bajando su densidad de población a servir. De este análisis surge que los trenes paraban obligatoriamente en sus primeros años; mientras que otros informes de la colocaron como clausurada o reducida a apeadero. No obstante, los servicios ferroviarios la siguieron visitando, en la mayoría de los itinerarios, obligadamente con un horario definido. 
El primer informe de horario publicado en 1920 con datos vigentes desde enero de 1918 expuso que trenes mixtos partían los lunes y jueves desde Comodoro a las 8:00 horas, pasando por Valle Hermoso a las 14:30 y arribando 16:30 a Sarmiento. Mientras que el regreso era los martes y viernes desde Sarmiento a las 8:00 horas, visitando Valle Hermoso 9:55, con arribo a Comodoro a las 15:50. Por otra parte, para arribar a km 117 se precisaban 35 minutos y para llegar a Parada km 163 40 minutos. Además, poseía la mayor distancia entre puntos del ferrocarril estando separada del apeadero Kilómetro 117 por 26 kilómetros. Como dato llamativo, la estación fue notada como V. Hermoso; denotando quizás una preferencia por el segundo nombre. Por último, figuró en el tarifario del ferrocarril como punto de cobro del pasaje.
En 1928 el ferrocarril realizaba 2 viajes los lunes y jueves. El tren mixto a vapor arribaba a Valle Hermoso, tras partir de Comodoro Rivadavia a las 9, a las 15:02. Estaba separada de km 117 por 32 minutos y de parada km 162 por una corta distancia que era cubierta en 38 minutos. Por otro lado, el nombre de la estación figuró desde este documento como Valle Hermoso.

Expedición científica al valle Hermoso fines del siglo antepasado

En 1930 la situación no varió respecto al itinerario de 1928.
El itinerario de 1934 brindó información de la sección del servicio suburbano que era ejecutado por trenes mixtos los días lunes y jueves junto con el viaje a Sarmiento. El viaje a vapor tuvo mejorías en los tiempos en general. Partía a las 9 de Comodoro para arribar a Sarmiento 16:50. En tanto, la vuelta se producía los días miércoles y sábados desde las 9 con arribo a estación Comodoro a las 16:35. El tren alcanzaba este punto a las 15:00. Mientras que la distancia con km 117 se hacía en 20 minutos y para arribar a parada km 162 se requerían 30 minutos. 
Este itinerario mostró por primera vez a la estación reducida a apeadero o clausurada. Sin embargo, continuó recibiendo los servicios ferroviarios en forma obligatoria.
Para el itinerario de 1936 arrojó el único cambio significativo: la reducción de días de servicio, pasando a solo los lunes para regresar desde Sarmiento el miércoles. La situación de declive del itinerario anterior continuó.
Desde 1938 el itinerario expuso por primera vez una extensa red servicio suburbano que recorría la zona norte de Comodoro. Gracias a las últimas mejoras que recibió el ferrocarril, con la incorporación de ferrobuses, se logró que el servicio de pasajero y cargas ligeras reciba la mejora en el tiempo del trayecto que pasó de casi 8 hs a alrededor de 4 hs. Gracias a la nueva tecnología, partiendo desde estación matriz a las 16:30,  se pudo alcanzar este punto a las 19:23. En cuanto a las distancias con los puntos vecinos se cubrían en 26 minutos a km 162 y en 24 minutos con km 117. Los días de servicios fueron ampliados y ejecutados los lunes, miércoles y viernes partiendo desde Sarmiento a las 7:45 para arribar a Comodoro a las 11:11, para luego volver a salir desde Comodoro a las 16:30 y arribar a Sarmiento a las 20:35.
Pese a la mejora en los tiempos Valle Hermoso continuó clausurada, pero recibiendo todos los servicios ferroviarios. 
El itinerario de Ferrocarriles del Estado del 15 de diciembre de 1940. Todos los viajes de todas las líneas pasaron a operarse con ferrobuses. El viaje principal partía los domingos desde Comodoro a las 7:08, pasando por este punto a las 9:53 y arribando a Sarmiento a las 10:45; mientras que había otro viaje que partía todos los días menos domingos desde las 16:30, paso por este punto a las 19:22 y llegada a Sarmiento a las 20:25. En tanto, el viaje desde Sarmiento se producía los domingos desde las 17:45 con arribo a Comodoro a las 20:58; mientras que el viaje que corría todos los días menos domingos lo hacía desde las 7:45 con llegada a las 11:11 a Comodoro. A pesar de continuar clausurada la estación mantuvo sus obligatoriedad de visitas de los servicios. Por último, el documento se refirió a este elemento como Valle Hermoso y con edificación erigida a la izquierda de la vía.
El itinerario de trenes de 1946 hizo alusión detallada a los servicios del ferrocarril. Las condiciones siguieron iguales en el viaje de larga distancia para pasajeros como en el itinerario anterior. La situación de la estación mejoró, dejando de figurar como clausuradas las estaciones circundantes. El ferrocarril disponía de un servicio de pasajeros diario y otro para los domingos. En el viaje dominical la estación apareció como parada opcional; mientras que en el diario fue parada obligatoria. El itinerario realizó también la descripción del servicio de cargas a Sarmiento. Este se ejecutaba en forma condicional los lunes, miércoles y viernes. El viaje se hacía con un formación a vapor y partía desde Talleres a las 9:40 para llegar a destino a las 17:40. El tren arribaba, con parada obligatoria, a Valle Hermoso a las 15:37 para volver a salir a las 15:42. Para comunicar la distancia que existía con parada km 162 al tren le tomaba 1:12, mientras que para unirse con km 117 se requerían 42.
Este itinerario fue el único que nombre a este punto como Valle Hermoso D.C. (desvío condicional).
El mismo itinerario de 1946 fue presentado por otra editorial y en el se hace mención menos detallada de los servicios de pasajeros de este ferrocarril. En el documento se aclaró que la mayoría de los ferrobuses pararían en puntos adicionales que los pasajeros solicitaran para ascender o descender. Las tarifas se cobraban desde o hasta la estación más próxima anterior o posterior. Las mismas mantuvieron los valores y secciones de 1938. En este documento este punto fue llamado: Valle Hermoso a secas, diferenciándose del itinerario homónimo.
El 10 de diciembre de 1948 fue presentado un itinerario que no representó grandes variaciones respecto del presentado en 1946. Sin embargo, la gran diferencia con el anterior documento estuvo en el viaje de cargas que recorría la línea completa desde Comodoro a Sarmiento; y no partía desde Talleres como en el itinerario anterior. De este modo, el viaje de cargas partía sin un día estipulado, en forma condicional desde Comodoro a las 9:30, paso por este punto a las 15:52 y arribo a Sarmiento a las 18:05. En tanto, la vuelta desde Sarmiento se producía desde las 10:20 con arribo a estación Comodoro a las 20:25. Por otro lado, el viaje de pasajeros operado por los ferrobuses a Sarmiento desde las 7hs siguió mostró la sería retracción desde Estación Pampa del Castillo hasta Sarmiento todos los puntos se mostraron como paradas optativas. Sin embargo, en el otro viaje que partía desde las 9 hs la cantidad de elementos optativos era sensiblemente menor y la estación apareció como parada obligatoria del servicio. Por último, el itinerario se refirió a este punto como Valle Hermoso (D.C.).
Por otro lado, una sección del informe de horarios de noviembre de 1955  describió el servicio suburbano. En ella se detalló este servicio que poseía puntas de rieles en COMFEPET, km 27 y km 20. Pasando a ser Diadema punta de riel del servicio suburbano que iba hasta Escalante, estación que dejó de ser visitada frecuentemente en favor de Diadema. De este modo, por el truncamiento de la línea a Escalante este punto ya no fue mencionado y visitado.
No obstante, pese a perder Escalante el servicio suburbano; el ferrocarril ideó en los domingos un viaje especial. El mismo tuvo el carácter de recreo y trató de mantener turismo en diferentes puntos de la línea. El ferrobús partía el domingo a las 6:00 de Comodoro, arribaba a esta estación 9:14 como parada opcional, y finalizaba en Sarmiento a las 10:00 horas. En el mismo día, se emprendía el regreso desde Sarmiento a partir de las 17:30. Esto daba lugar que los visitantes permanecieran buena parte del día disfrutando en los diferentes destinos seleccionados. El regreso a este punto era a las 18:24, pudiendo disfrutar de toda una jornada en esta estación como en otros puntos del ferrocarril. Asimismo, el viaje del domingo, llamativamente, arrojó que la única estación que tuvo parada obligatoria de los servicios ferroviarios de pasajero en el tendido desde Diadema a Sarmiento, fue Cañadón Lagarto. En los otros 3 viajes: lunes, viernes y uno sin especificar por ser diario o condicional quizás; siguió siendo parada obligatoria en todos en todos sus servicios. Además, el itinerario mostró que el servicio de pasajero y cargas empeoran levemente los tiempos. Los ferrobuses arribaban en 3:14 minutos. Luego unían en 18 minutos esta punto con la vecina parada km 162 y 25 minutos de km 117.
Todos los informes nombraron a la estación como Valle Hermoso. La estación era un punto reconocido en la mayoría de los diferentes mapas del ferrocarril.
Todos los informes nombraron a la estación como Valle Hermoso. La estación era un punto reconocido en la mayoría de los diferentes mapas del ferrocarril.

### Registro de boletos
Una extensa colección de boletos confirma a Valle Hermoso como punto concurrido. En los boletos figura como Valle Hermoso (desvío). Según los itinerarios de 1938 y 1946 Valle Hermoso no era sección de cobra del tarifario, pagándose el boleto hasta la estación Enrique Hermitte. No obstante, los boletos presentes parecen decir que era un destino que emitía boleto o que la sección se agregó después.

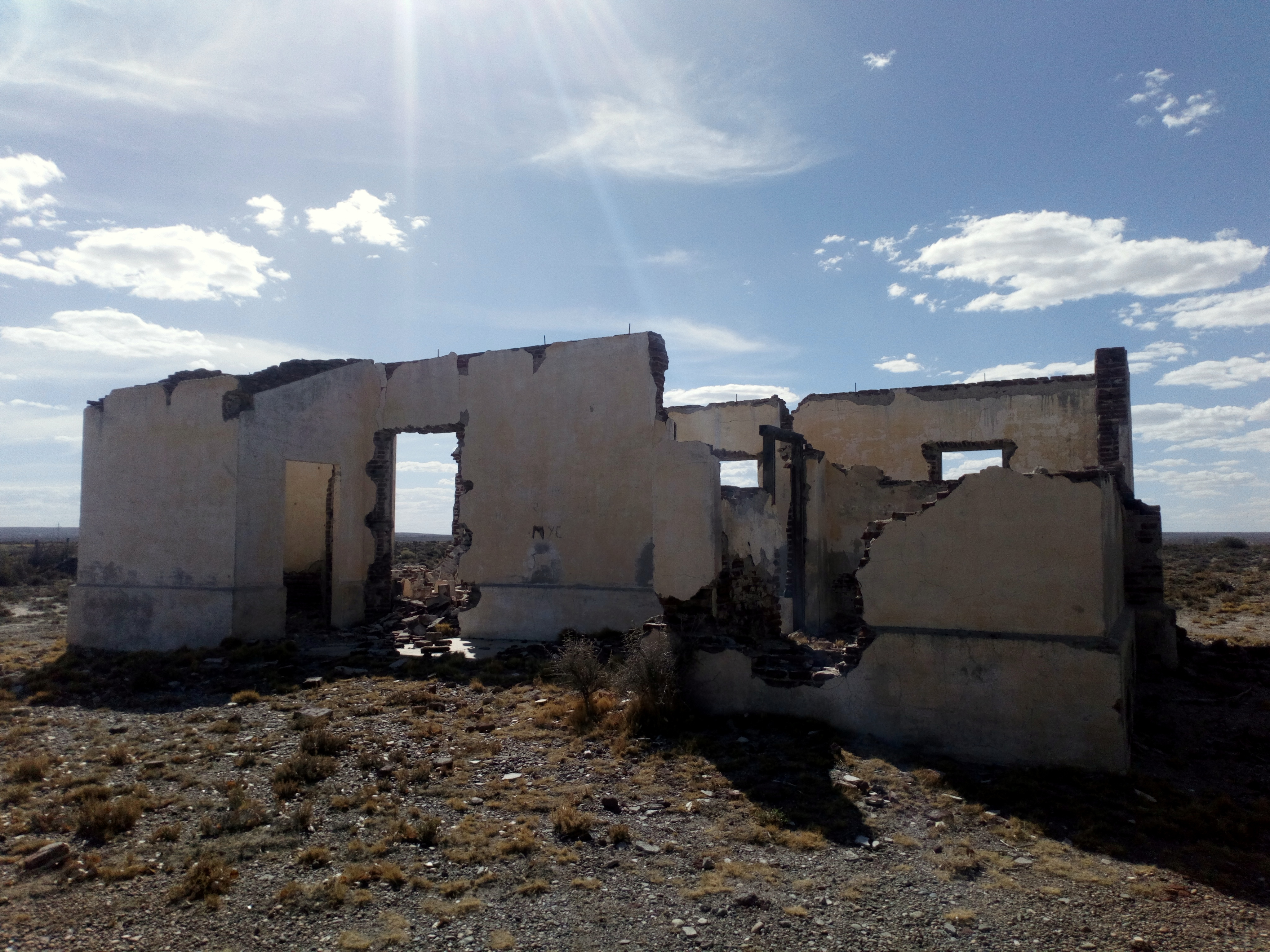
Restos de la casa de los peones en inmediaciones de lo que fuera la estación.

## Infraestructura
El primer registro de infraestructura de esta estación vino con el itinerario de 1934 que incluyó solo un apartadero de 473 metros de largo.
Posteriormente, en 1958 se la clasificó como embarcadero. En un principio la estación podía recibir cargas, pasajeros y encomiendas. En cuanto a las cargas se emitían guía a la estación más allá, estaba habilitada únicamente para el recibo de cargas con flete pagado en procedencia y para el despacho de cargas con flete a pagar en destino. Estas cargas eran por vagón completo únicamente. Posteriormente, se le privó de recibir y despachar encomiendas. Además, se informó un apartadero de 473 m, un estanque secado y vivienda para las cuadrillas.
Por último, en Valle Hermoso se emplazó una caseta para las cuadrillas que hoy esta en ruinas. La misma consiste de una vivienda de material para el personal ferroviario de Vías y Obras. Fue edificada de espaldas al viento, con dos habitaciones amplias y dos menores a los lados. Se pueden encontrar otras idénticas con diferente conservación en las estaciones Escalante, Cañadón Lagarto, Holdich, Parada km 162, Sarmiento y Colhué Huapi.

## Actualmente
Se encontraba a una altitud de 336,34 m, desde sus proximidades iniciaba el paulatino descenso de altura hacia Sarmiento. Está ubicada en el kilómetro 142,9 de la vía, en cercanías a la Ruta Nacional 26. 
Aunque la localidad se encuentra escasamente poblada está sumamente antropizada por diversas actividades que se desarrollan en inmediaciones: actividad ganadera, electroductos alta y baja tensión, Instalaciones Petroleras varias, el Yacimiento Valle Hermoso, Estación Transformadora Valle Hermoso, Accesos y caminos y picadas sísmicas, etc. y la Estación de Bombeo Valle Hermoso, correspondiente al Acueducto Lago Musters. Hasta la actualidad en las estancias cercanas se realizan actividades ganaderas (principalmente ovina). De este modo, al estar rodeado todo lo que fuera la estación por un yacimiento petrolero homónimo; y el acueducto Sarmiento - Comodoro pasar por cercanías a este punto, logran que el nombre Valle Hermoso perdure actualmente. Además, es frecuente que los acueductos sufran averías en torno a Valle Hermoso en forma constante y que estas reparaciones insuman dificultades pro el área extensa de valle muy diferentes a otros puntos que son recorridos por el acueducto. Sin embargo, su pasado ferroviario es poco conocido.

Actualmente, algunas de las estancias que rodean la zona de la localidad mantienen población y producción ganadera y existen varios boliches a lo largo de la ruta. Además, toda la zona del valle Hermoso sobre la que se emplaza la localidad está dedicada a la explotación petrolera que mantiene sus equipos en formas constante.

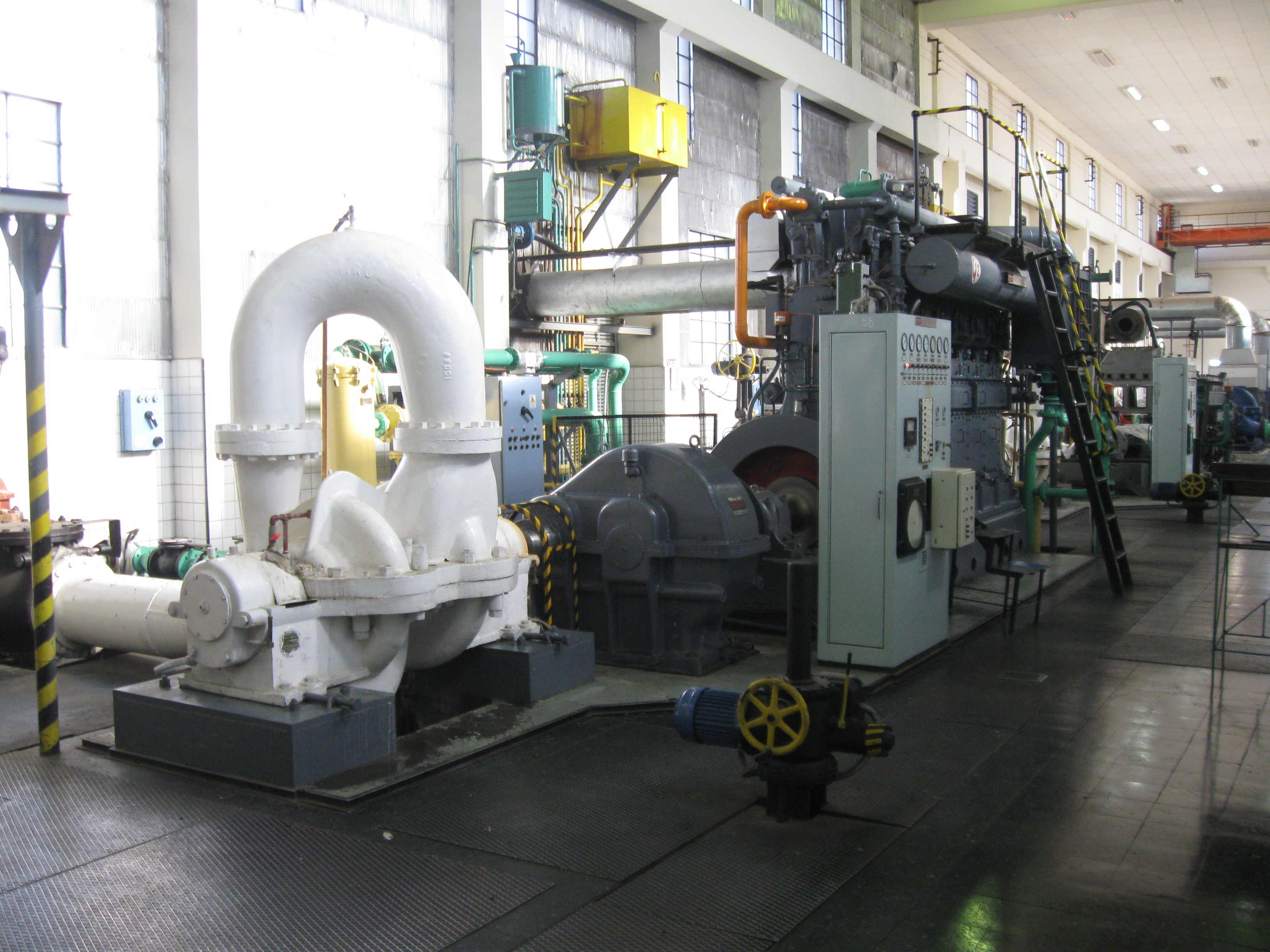
Vista de la Estación de Bombeo cercana donde estaba la estación.
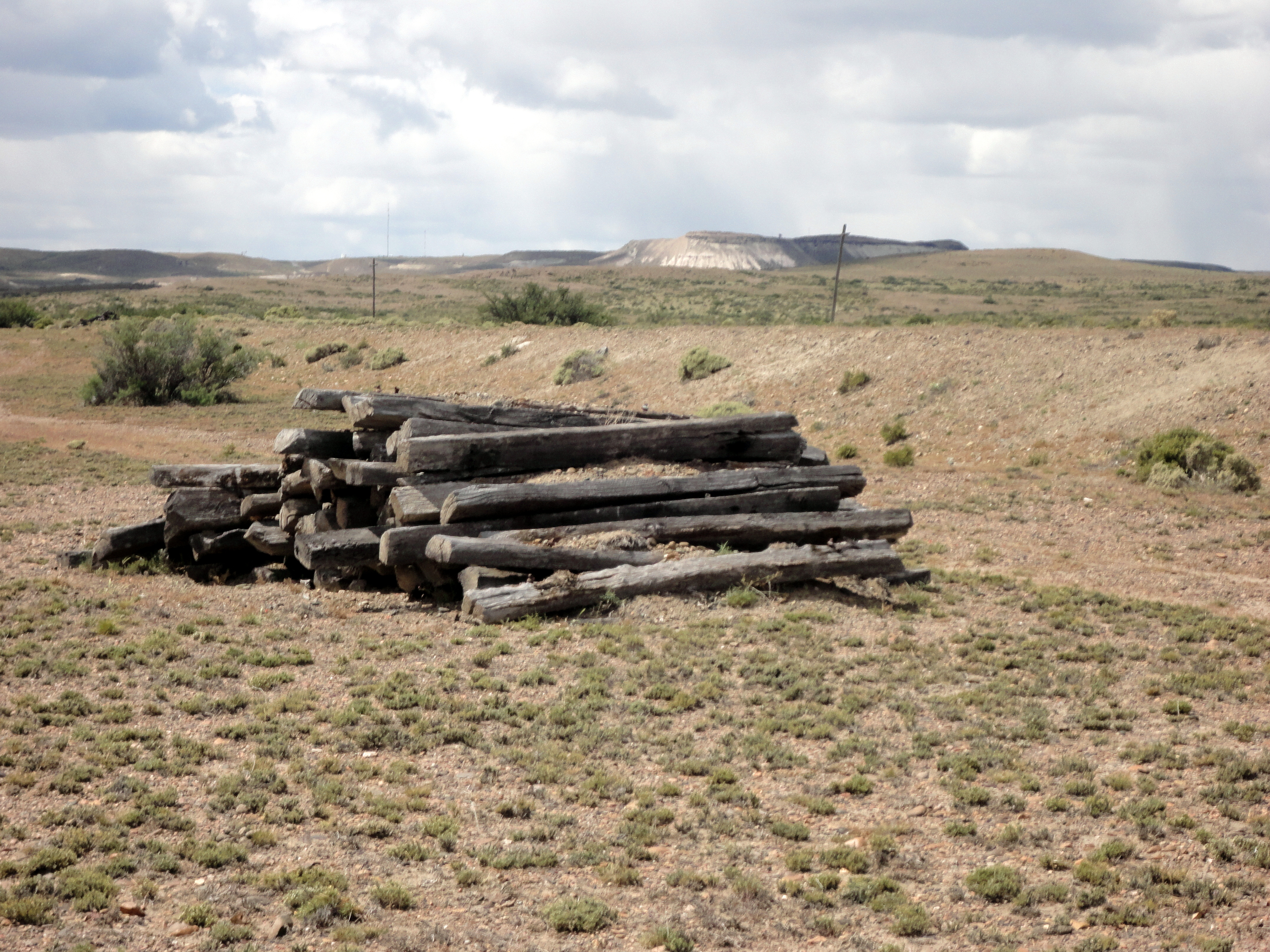
Durmientes abandonados y apilados al costado del terraplén tras el desmantelamiento de 2005. Se observan desde Ruta 26.
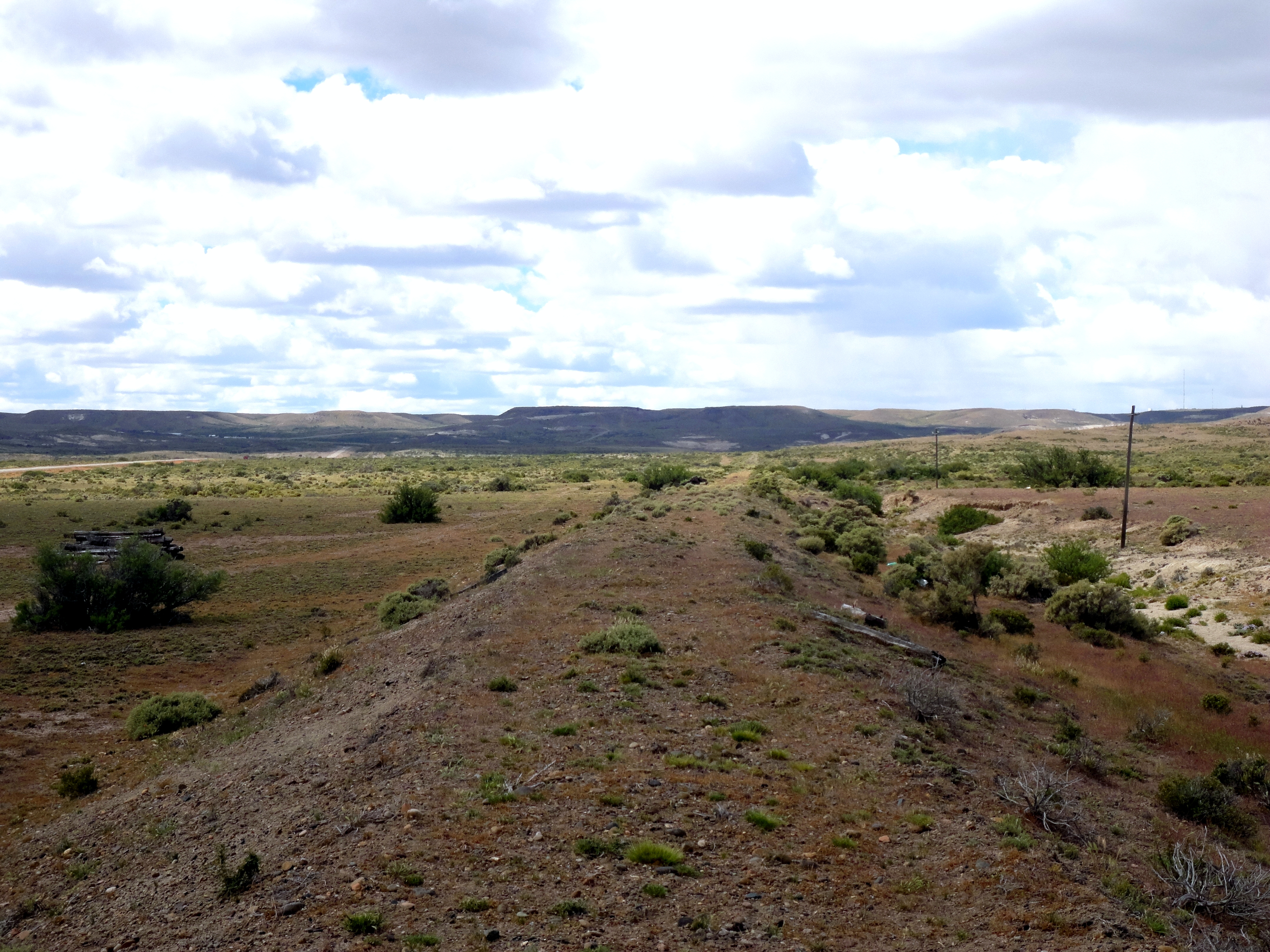
Terraplén sin vías tras los sucesos de desmanes de 2005-2006. Sin embago, prevalecen parte de los postes del teléfono-telégrafo aun.